# Palazzo Manetti
Palazzo Manetti  è un edificio storico del centro di Firenze, zona Oltrarno, situato in via Santo Spirito 23-25. Il palazzo appare nell'elenco redatto nel 1901 dalla Direzione Generale delle Antichità e Belle Arti, quale edificio monumentale da considerare patrimonio artistico nazionale, ed è tutelato da vincolo architettonico dal 1914.

## Storia e descrizione

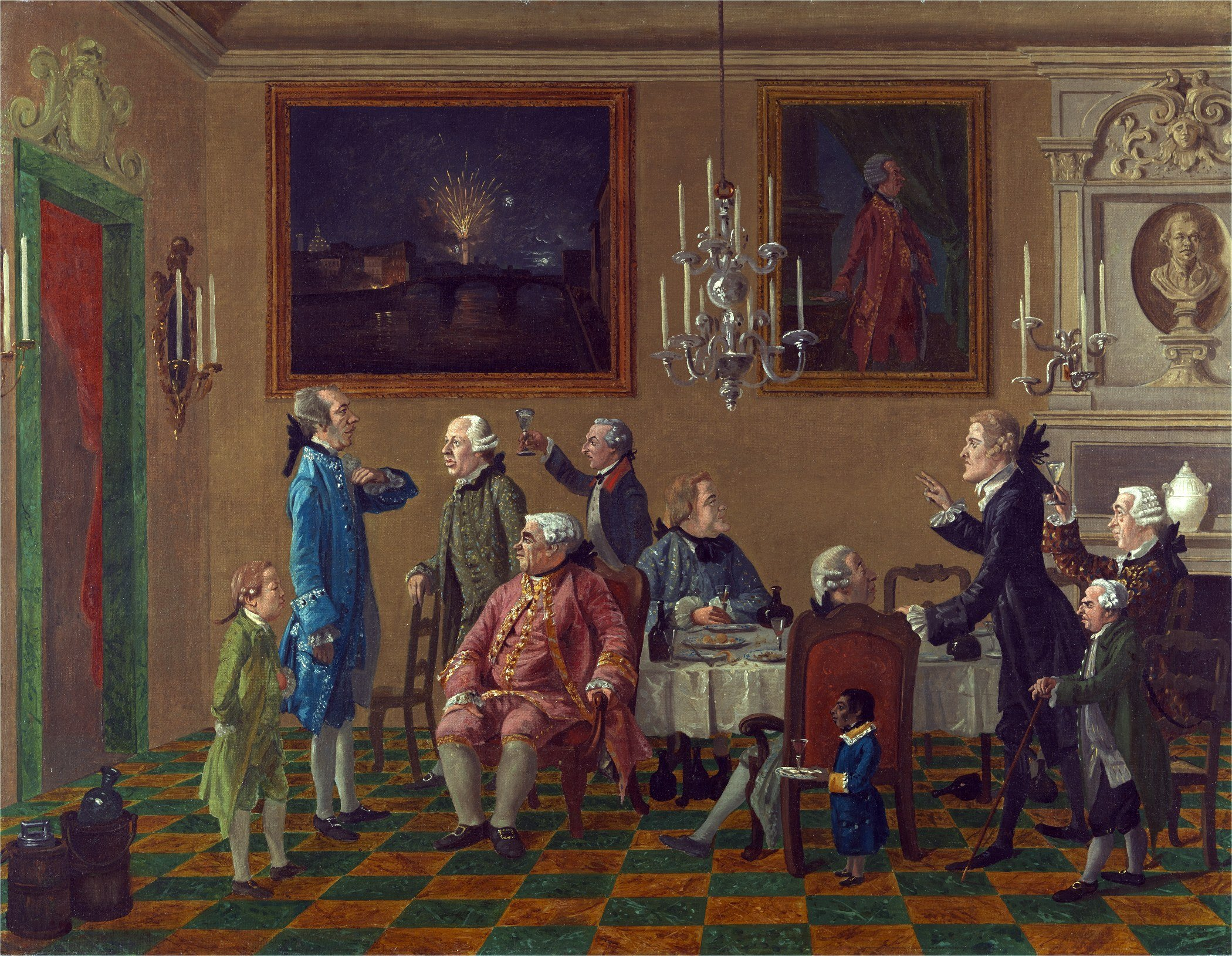
Thomas Patch, Gentiluomini britannici a casa di sir Horace Mann a Firenze (1763-1765)

Si è ipotizzato che il palazzo abbia origine dall'acquisto di una casa che i Frescobaldi avevano in questo luogo, da parte di un Jacopo Manetti, tornato a Firenze da Parigi nel 1383. Certo è che i Manetti costruirono la nuova residenza nel corso del Quattrocento, e la mantennero fino all'estinzione della famiglia, nel 1777, quando passò per eredità ai Gondi da San Firenze. Tra i personaggi di spicco della casata figura Giannozzo Manetti, umanista e traduttore di Aristotele, che era però sgradito a Cosimo il Vecchio, per cui, col ritorno a Firenze del pater patriae, fu costretto a lasciare la città spostandosi prima a Napoli e poi a Roma, dove avviò la raccolta della Biblioteca Vaticana.
Nel corso del Settecento la residenza fu nota per il fatto di ospitare il diplomatico inglese sir Horace Mann e, soprattutto, nel fare da sfondo ai suoi ricevimenti settimanali che divennero luogo d'incontro deputato della società mondana e intellettuale fiorentina, in parte protagonista del ricco carteggio intrattenuto per ben quarantasei anni (1740-1786) con Horace Walpole, dove descrive minuziosamente tutto quello che avviene a Firenze, dalla morte di Gian Gastone de' Medici a quella dell'Elettrice Palatina (caduta "rovinando" il carnevale), fino all'arrivo dei Lorena. All'ospitalità e alla protezione dello stesso Horace Mann si deve anche il legame che la casa conserva con il pittore Thomas Patch, che qui fu ospitato in più occasioni e che qui morì nel 1782. Il pittore fece un sagace ritratto del circolo anglo-fiorentino nel dipinto Gentiluomini in casa di Horace Mann, già appartenuto all'antiquario Enrico Hughford.
Ai primi dell'Ottocento la proprietà passò ai Fumagalli e quindi ai banchieri de' Fresne (du Fresne). Questi intonacarono la facciata, aprirono un nuovo portone (quello contrassegnato dal numero civico 23), e costruirono un grande corpo di fabbrica che prospetta il giardino. Anche quest'ultimo venne radicalmente modificato nel suo impianto settecentesco (del precedente rimangono due muri, una fontana e alcune figure di stucco di un certo pregio), cancellando gli spartimenti geometrici a favore dell'inserimento di un'esedra con una fontana, di una montagna artificiale con una grotta rustica, e di alcune sedute decorate a mosaico. Sempre durante la proprietà de' Fresne, attorno alla metà del secolo, è segnalata la realizzazione del corpo delle nuove scuderie, su progetto dell'architetto Egisto Bracci. 

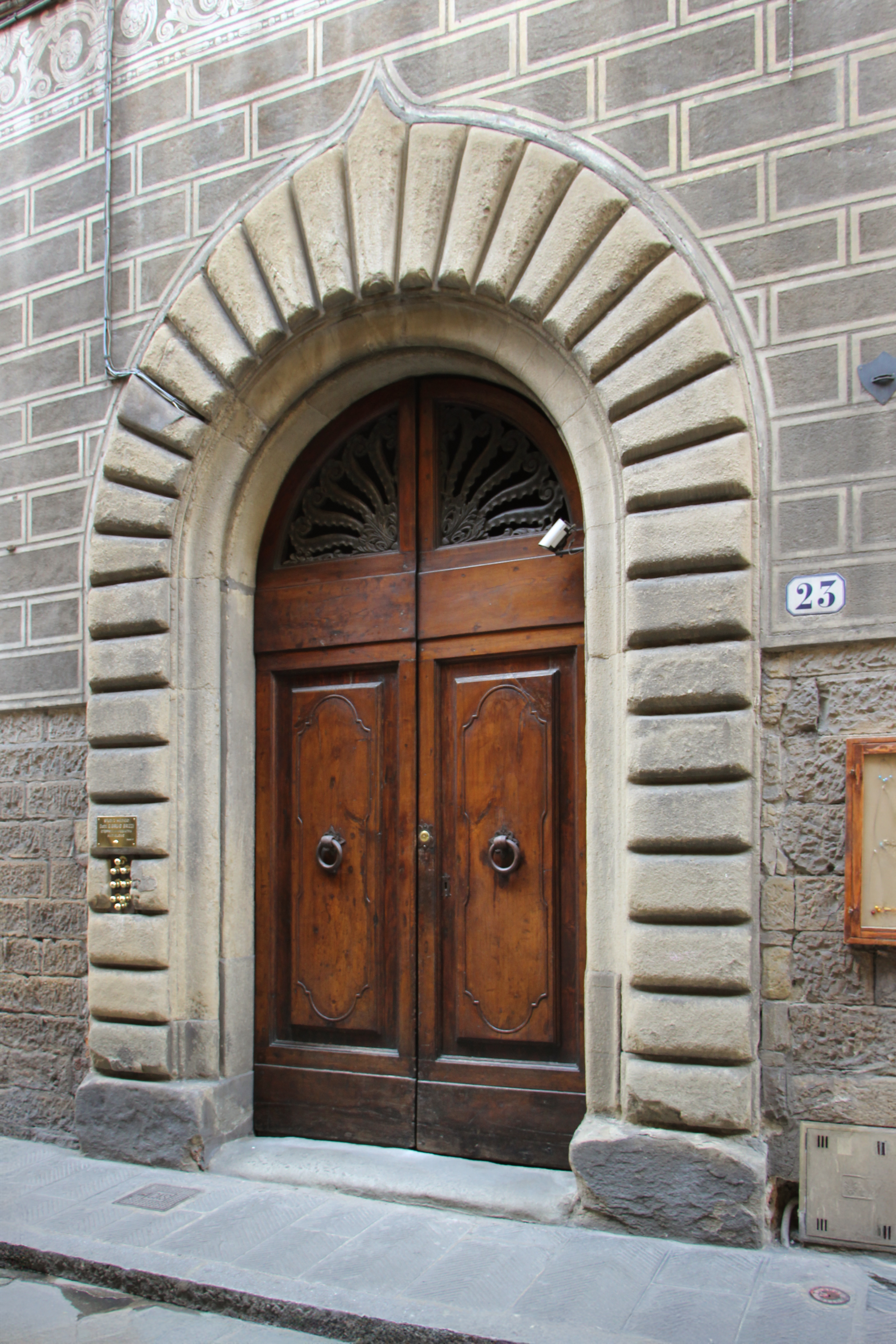
Il portale centrale

Nel 1904 il palazzo fu acquistato dai Cesaroni Venanzi. Dopo l'ultima guerra fu restaurato negli esterni e negli interni, gratificati dall'affaccio sul bel giardino di proprietà, confinante con quello dei Frescobaldi. Annota Mazzino Fossi: "Una grande parte della facciata indica che esisteva un palazzo già dagli inizi del XV secolo (notevole il portale sulla destra), al quale furono operate delle più tarde trasformazioni, forse alla fine del secolo, forse agli inizi del secolo XVI (notevole il portale centrale). I grandiosi e plastici ricorsi dei due piani sono databili al tardo Quattrocento. L'edificio è coperto da una enorme gronda alla fiorentina. Tutto il lato sinistro mostra di essere stato trasformato in epoca recente e nello stile del resto della facciata: affiora al primo piano un'antica finestra di minore dimensioni delle altre. Notevoli l'ingresso con elementi tardo cinquecenteschi, e lo scalone, databile al XVII-XVIII secolo. Nel giardino sono grandiosi elementi architettonici e scultorei: nicchione di fontana con sculture decorative e mosaico di conchiglie e grosse pietre colorate; grande nicchia con statua posta in una grande edicola, con timpano curvo e rotto, di ordine dorico rustico. Queste opere sono della fine del XVI secolo, di gusto manierista, molto vicine al fare dell'Ammannati. Modifiche interne eseguite, con l'approvazione della Soprintendenza ai Monumenti, in data 11 giugno 1953". 
Sulla chiave dell'arco del portone segnato con il numero 25 è uno scudo con l'arme della famiglia Manetti (d'argento, alla banda d'azzurro, caricata di tre crescenti d'oro, volti nel senso della pezza. Il portale centrale, con la spiccata cornice centinata di bugne sporgenti, è affiancato ai lati da due buchette del vino: una presenta la consueta cornice, simile a quella del portale, mentre l'altra è stata trasformata nella nicchia dei campanelli.

## Bibliografia

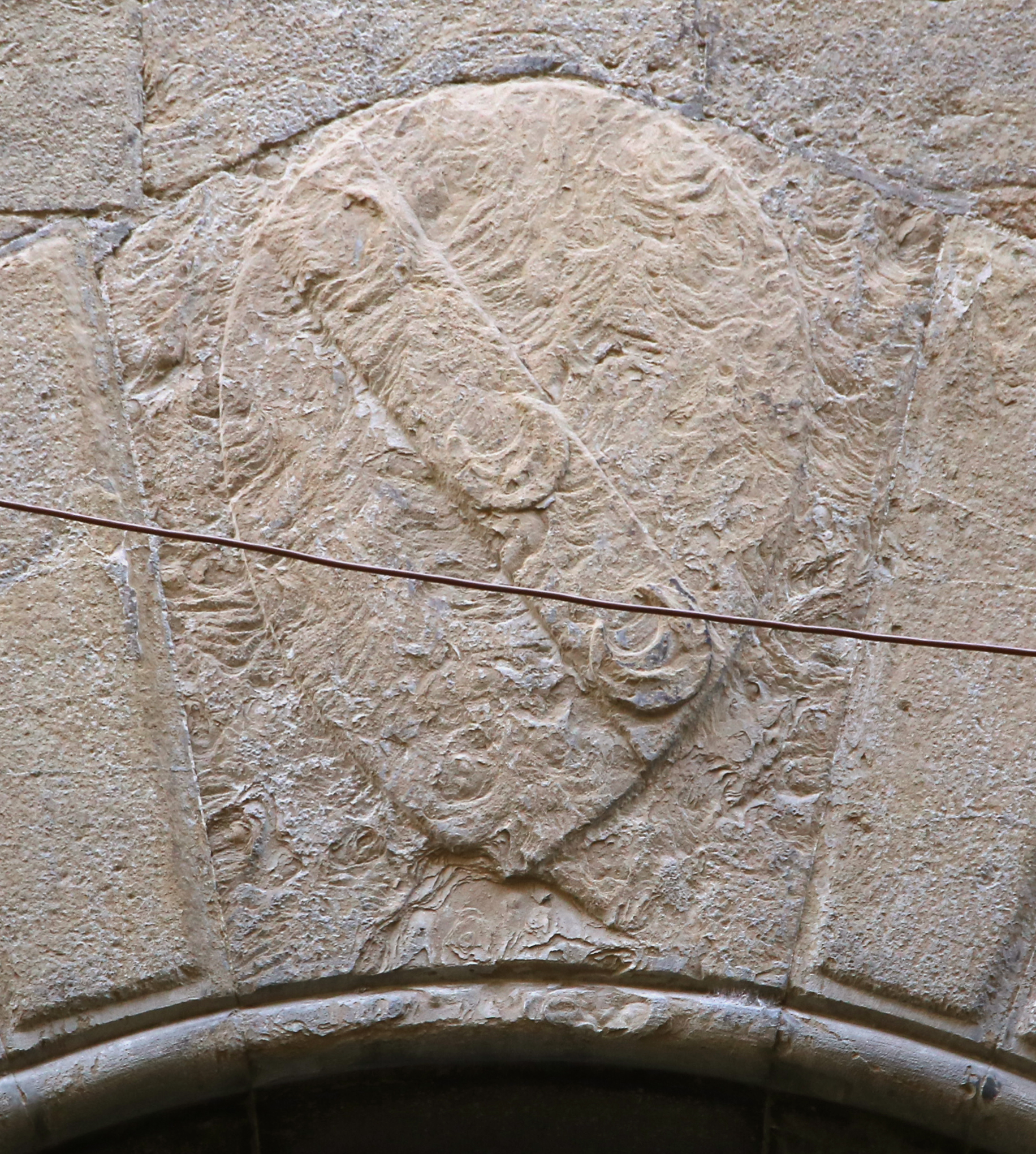
Stemma Manetti